# Quemedice
Genre
Quemedice est un genre d'araignées aranéomorphes de la famille des Sparassidae.

## Distribution
Les espèces de ce genre se rencontrent au Brésil, en Argentine et en Colombie.

## Liste des espèces
Selon World Spider Catalog (version 17.5, 23/01/2017) :
- Quemedice enigmaticus Mello-Leitão, 1942
- Quemedice piracuruca Rheims, Labarque & Ramírez, 2008

## Publication originale
- Mello-Leitao, 1942 : Arañas del Chaco y Santiago del Estero. Revista del Museo de La Plata (Nueva Serie, Zoología), vol. 2, p. 381-426.